# Delamarcythere
Delamarcythere is een geslacht van kreeftachtigen uit de klasse van de Ostracoda (mosselkreeftjes).

## Soorten
- Delamarcythere (Delamarcythere) ancestralis M'Coy, 1844 †
- Delamarcythere elongata (Hartmann, 1954) Hartmann, 1974